# Evangelické lyceum a pamětní tabule
Evangelické lyceum a pamětní tabule  je národní kulturní památka Slovenské republiky, tvořená souborem tří objektů nacházejících se v Bratislavě. Jde o budovu Nového evangelického lycea na Konventní ulici č. 13, pamětní tabuli umístěnou na jeho rohu s Lycejní ulicí a budovu Starého evangelického lycea na Konventní ulici č. 15. Národní kulturní památkou byl soubor vyhlášen v roce 1961. Evangelické lyceum sehrálo významnou roli v rozvoji vzdělanosti v období Rakousko-Uherska a také v rozvoji slovenské kultury.

## Budova Nového evangelického lycea
Je to budova postavená v klasicistním slohu v letech 1854 – 1855 do půdorysu ve tvaru L, je třípodlažní s sklepem. Autorem stavby je E. G. Bendl. Pamětní Nové evangelické lyceum se nachází na ulici Konventná č. 13. V současnosti se v ní nachází Literárně vědní ústav Slovenské akademie věd.

## Pamětní tabule
Nachází se na fasádě budovy Nového ev. lycea na rohu Konventní a Lycejní ulice. Jsou na ní umístěna jména 67 významných studentů, mezi nimiž byl Ľudovít Štúr či Milan Rastislav Štefánik. Je vytvořena podle návrhu architekta M. M. Harmince a osazena byla v roce 1932

## Budova Starého evangelického lycea

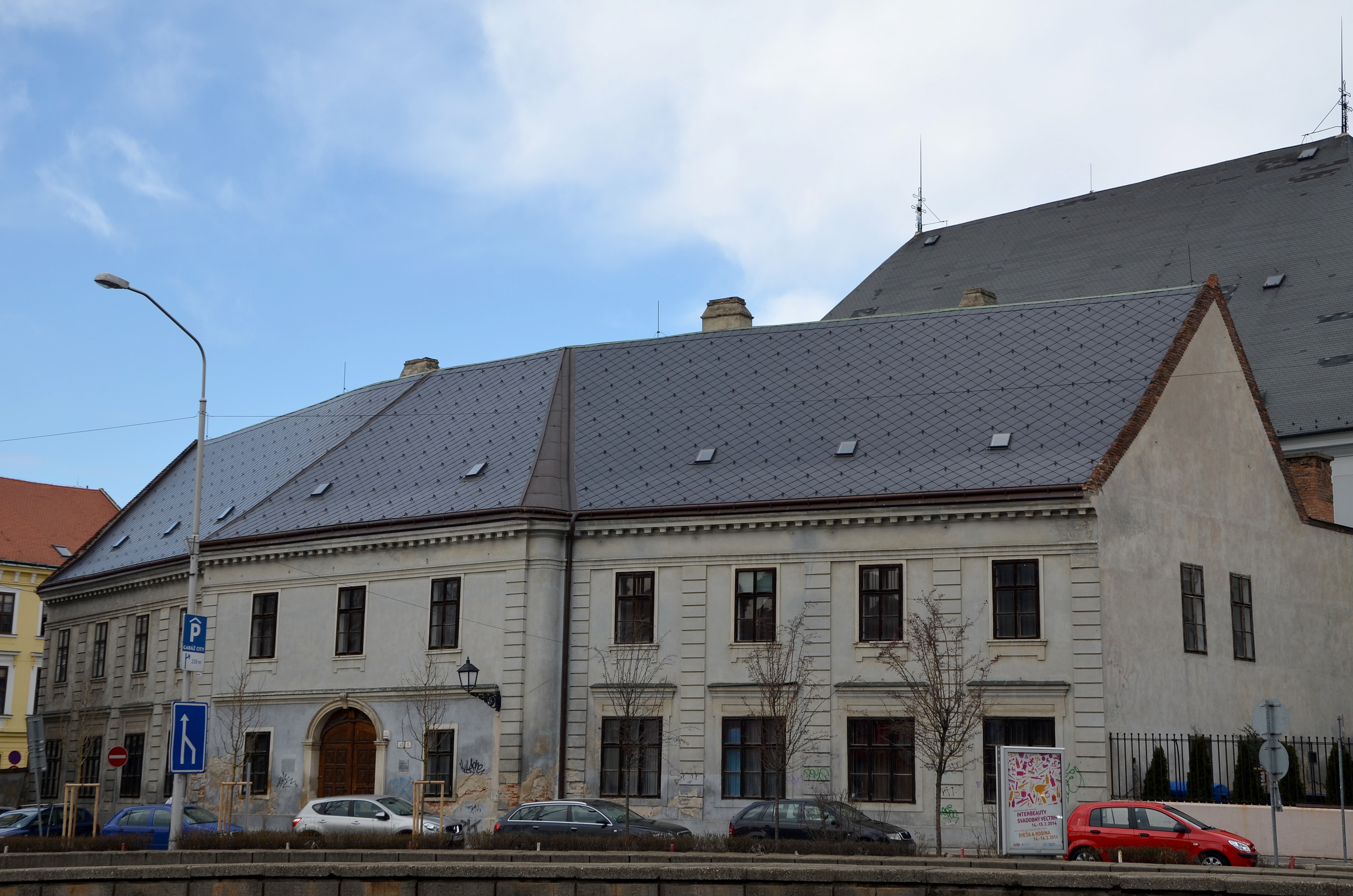
Staré evangelické lyceum na Konventní ulici 15

Je to budova postavená v klasicistním slohu v roce 1783. Úpravy na ní byly provedeny v 20. století. Má nepravidelný zalomený půdorys, je dvoupodlažní a podsklepená. Autorem stavby je Matej Walch. Památné Staré evangelické lyceum je na ulici Konventná č. 15. V Současnosti je v něm Lycejní knihovna, která je od roku 1954 ve zprávě Ústřední knihovny Slovenské akademie věd

## Historie
- 1606 zřízení vyšší střední evangelické školy podle vzoru lauingenského gymnázia rodákem z Luingenu Davidem Kilgerom těsně po založení evangelického církevního sboru.
- 1656 otevření nového lycea, lektory zde byli: Daniel Tiefenbacher, Jakub Jan Helgenmayer, Krištof Bohm, Ján Seyfried, Daniel Tieftrunck, a Thomas Illés – Němci. Sídlilo na dnešní Kostelní 1 v roce 1672 ji zabrali jezuité i s vzácnou knihovnou, v současnosti je budova známá jako jezuitské Aloisianum.

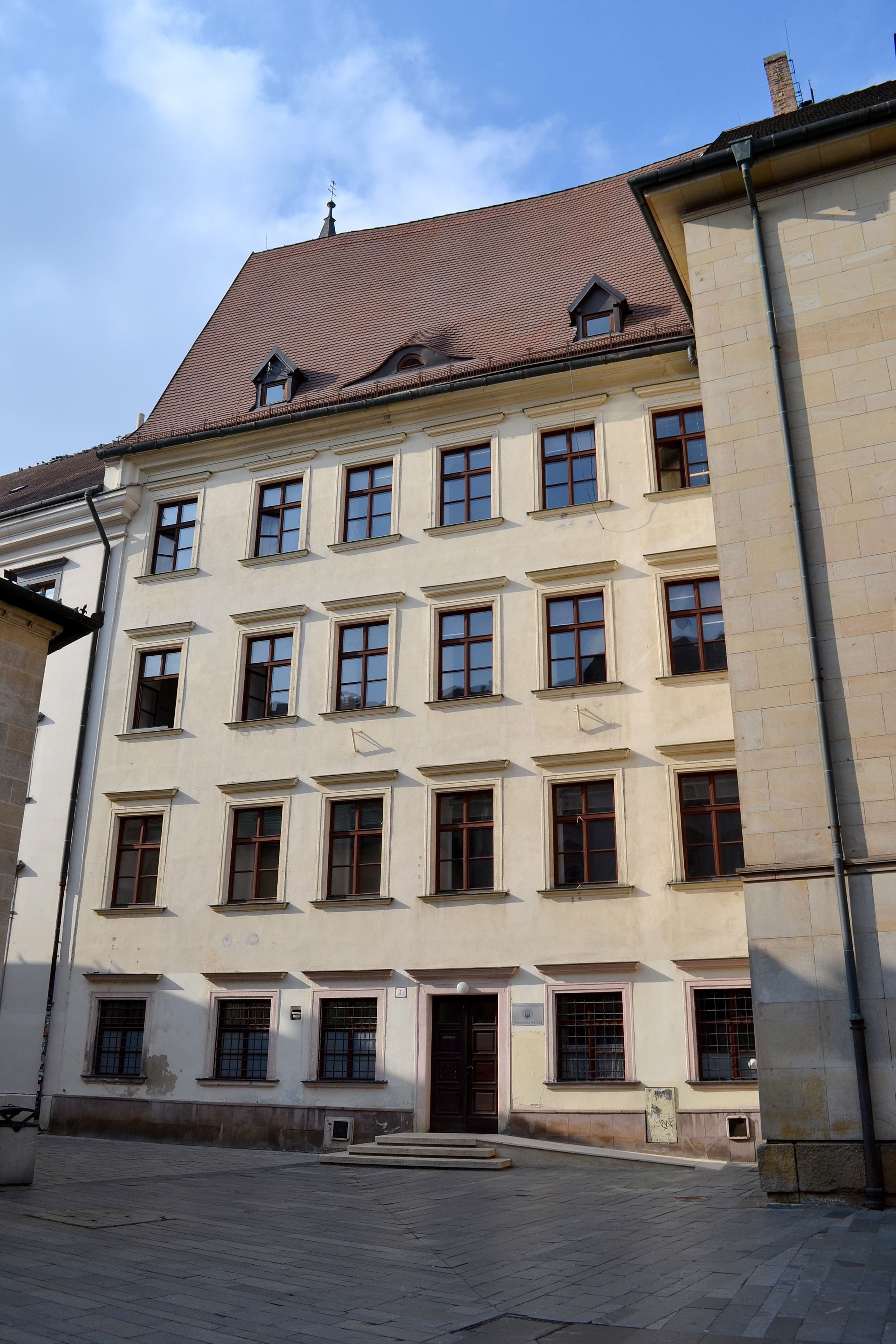
Budova ev. lycea z roku 1656 na Kostelní 1, nyní v ní sídlí Teologická fakulta Trnavské univerzity v Trnavě

- 7. července 1682 byla v obytném domě otevřena škola
- 1714 se rektorem stal Matej Bel, který zde setrval do roku 1719. Během svého působení se zasloužil o povznesení lycea na vysokou úroveň. Také zavedl alumneum pro chudé studenty. Dostávalo ho 20 studentů. Jeho nástupci byli Fridrich Vilém Beer[2], Ján Tomka-Sásky a Jozef Bencúr.
- 1783 postavení nové budovy lycea nazývané „Staré lyceum“ stojící na Konventní ulici 15 podle projektu Matěje Walcha[3].
- 1843 odvolání Ľ. Štúra na základě rozhodnutí evangelického konventu, z postu náměstka profesora Katedry řeči a literatury československé, kterým byl Juraj Palkovič.
- 11. září 1851 místodržitel hrabě Attems nařizuje změny v osnovách
- 1854 schválení výstavby nové budovy lycea z prostředků sboru
- 1855 nastěhování lycea do nové budovy na Konventní 13. Budova se nazývá „Nové lyceum“. Nové lyceum je pozdněklasicistní budova, kterou stavěl E. G. Bendl. Sídlila zde Evangelická teologická akademie a studentský domov.
- 1. září 1859 vydání protestantského patentu panovníkem. Hlavním tvůrcem patentu byl Karol Kuzmány. Způsobil rozpory vedoucí k Patentálním bojům mezi jeho zastánci a odpůrci
- 1882 osamostatnění Teologické akademie uherské ev. a. v. církve v Bratislavě

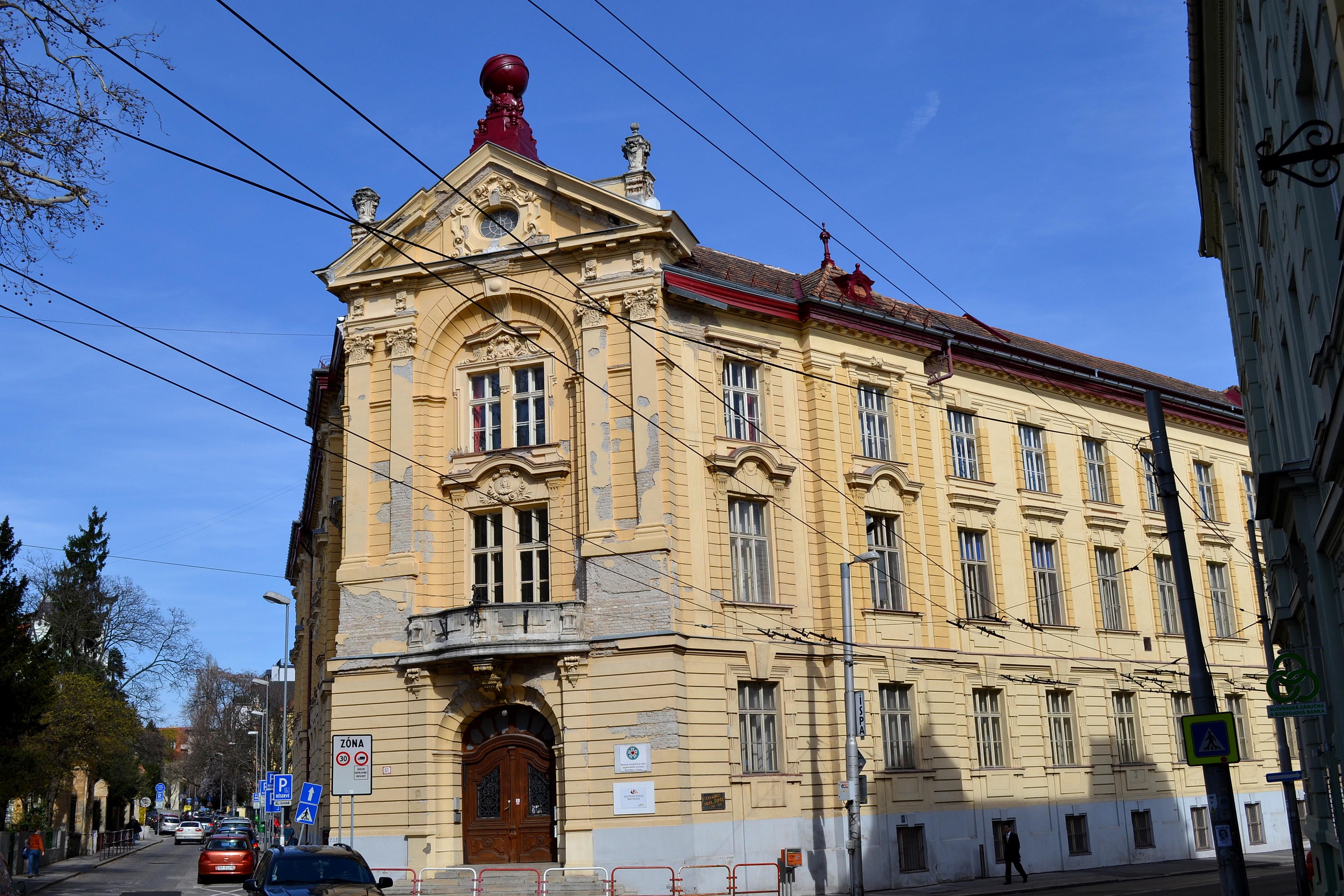
Průčelí evangelického lycea z r. 1896 na Palisádách 51, nyní sídlo soukromé školy DSB

- 1895 smlouva mezi evangelickým sborem a státem o výstavbě nové budovy lycea, na kterou stát přispěl 16 000 zlatých
- 1896 lyceum se stěhuje do nové budovy na Palisádách, architekt Ignác Alpari (Stöckl), kde byla zřízena i lyceální knihovna, tehdy mající 12 584 titulů, 1 000 exponátů starožitností a numismatickou sbírku s 10 833 mincemi. V současnosti se v ní nachází německá škola Bratislava (Deutsche Schule Bratislava – DSB)[4]
- 22. září 1923 je Evangelické lyceum zrušeno výnosem ministerstva školství a národní osvěty, vzniká z něj Státní německé gymnázium, které je nakonec v roce 1944 zrušeno
- 1932 je na rohu Nového lycea osazena podle projektu Dušana Jurkoviče pamětní tabule se 67 jmény štúrovců a slovenských národovců, kteří na evangelickém lyceu v Bratislavě studovali

## Významní buditelé na pamětní tabuli

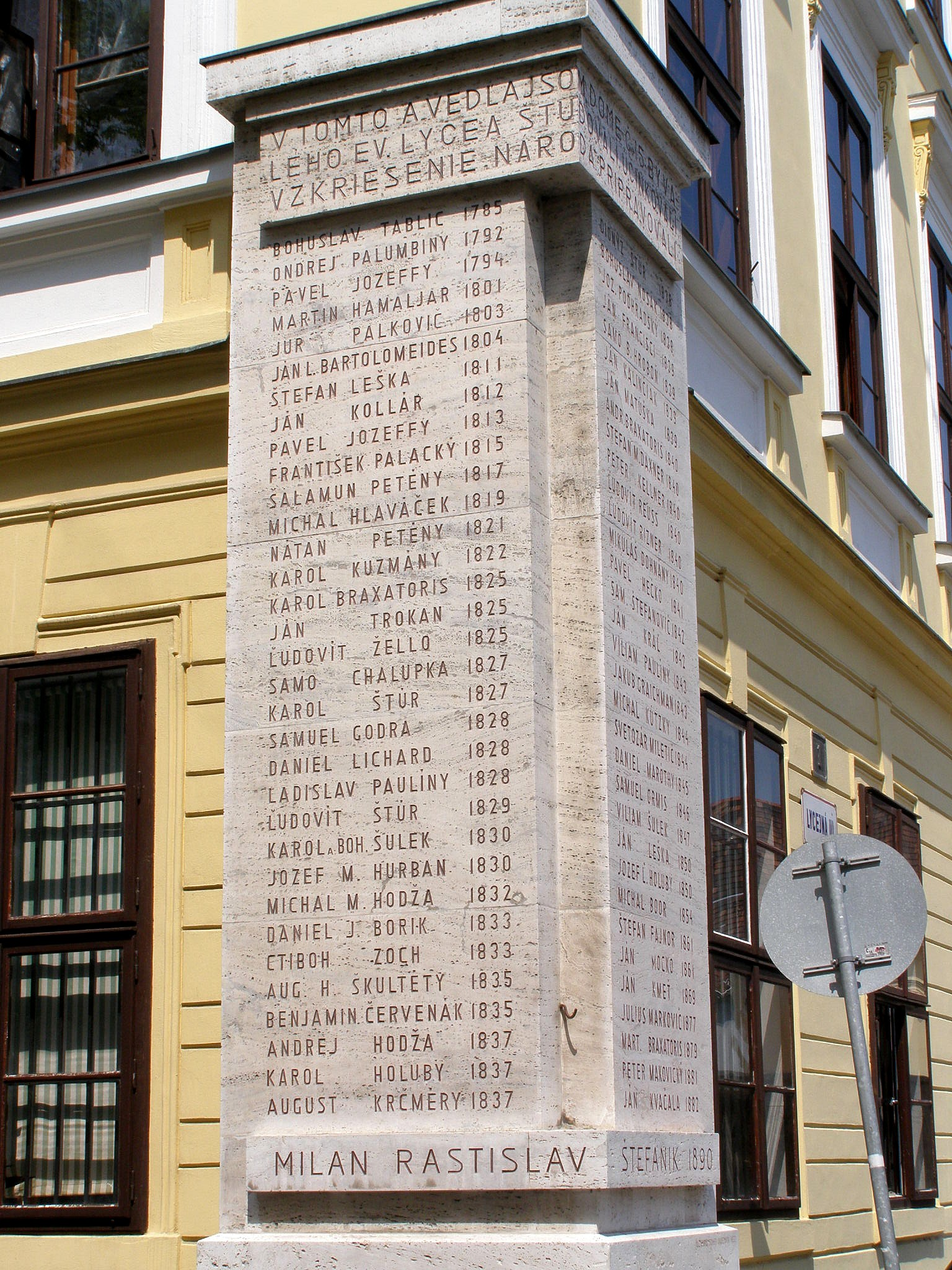
Pamětní tabule na Konventna 13

| Ze strany Konventna ulice - Bohuslav Tablic 1785 - Andrej Palumbiny 1792 - Pavel Jozeffy 1794 - Martin Hamaliar 1801 - Juraj Palkovič 1803 - Ján. L. Bartolomeides 1804 - Štefan Leška 1811 - Ján Kollár 1812 - Pavel Jozeffy 1813 - František Palacký 1815 - Šalomoun Petén 1817 - Michal Hlaváček 1819 - Nátan Petén 1821 - Karol Kuzmány 1822 - Karol Braxatoris 1825 - Ján Trokan 1825 - Samo Chalupka 1827 - Karol Štúr 1827 - Samuel Godrej 1828 - Daniel Lichard 1828 - Ladislav Paulíny 1828 - Ľudovít Štúr 1829 - Karol Šulek 1830 - Bohuslav Šulek 1830 - Jozef M. Hurban 1830 - Michal M. Hodža 1832 - Daniel J. Borik 1833 - Ctibor Zoch 1833 - Andrej Hodža 1834 - August Horislav Škultéty 1835 - Benjamín Pravoslav Červenák 1835 - Karol Holubi 1837 - August Horislav Krčméry 1837 | Ze strany Lycejní ulice - Dionýz Štúr 1838 - Bohuslav Nosák 1838 - Jozef Podhradský 1838 - Ján Francisci 1839 - Samo Bohdan Hroboň 1839 - Ján Kalinčiak 1839 - Janko Matúška 1839 - Andrej Braxatoris 1840 - Štefan M. Daxner 1840 - Peter Kellner-Hostinský 1840 - Ľudovít Reuss 1840 - Ľudovít Riznera 1840 - Mikuláš Dohnány 1840 - Pavel Hečko 1841 - Samuel Dobroslav Štefanovič 1842 - Janko Kráľ 1842 - Viliam Pauliny-Tóth 1843 - Jakub Grajchman 1843 - Michal Kútsky 1844 - Svetozar Miletić 1844 - Daniel Maróthy 1845 - Samuel Ormis 1846 - Viliam Šulek 1847 - Ján Pravoslav Leška 1850 - Jozef Ľ. Holubi 1850 - Michal Boor 1854 - Štefan Fajnor 1861 - Ján Mocko 1861 - Ján Kmeť 1869 - Július Markovič 1877 - Martin Braxatoris 1879 - Peter Makovický 1881 - Ján Kvačala 1882 | Na patě tabule - Milan Rastislav Štefánik 1890 |